# Aréna Mont-Royal
L’aréna Mont-Royal était une patinoire de hockey sur glace d'intérieur située à Montréal au Canada. La salle était située au croisement de l'avenue du Mont-Royal et de la rue Saint-Urbain et a servi de domicile pour les Canadiens de Montréal de la Ligue nationale de hockey entre 1920 et 1926.

## Historique
Au cours de l'été 1919, la patinoire habituelle des Canadiens, l'aréna de Montréal, disparaît dans les flammes et l'équipe est alors obligée de commencer sa saison 1919-1920 à l'extérieur afin de laisser le temps aux ouvriers de terminer la construction d'une nouvelle patinoire, l'aréna Mont-Royal. La patinoire ouvre ses portes pour la première fois le 10 janvier 1920 pour un match contre les Saint-Patricks de Toronto alors que les Canadiens inaugurent leur glace  de la meilleure manière possible avec une victoire 14 à 7. Dans ce match, l'attaquant des Canadiens Newsy Lalonde compte six buts, ce qui constitue toujours un record d'équipe aujourd'hui. 
Pour la saison 1924-1925, une nouvelle équipe de hockey de la LNH est sur le point d'être créée dans la ville de Montréal, les Maroons, et un projet de patinoire est également en cours : le Forum de Montréal. Ce dernier est construit en 159 jours et ouvre ses portes pour la première fois pour un match le 29 novembre 1924. L'inauguration n'est pas faite par les Maroons mais par les Canadiens.
Ces derniers sont censés jouer leur match dans l'aréna Mont-Royal mais avec la construction de la patinoire du Forum, les propriétaires de l'aréna, Thomas Duggan, Hector Racine et Louis Gosselin, inquiets de voir une nouvelle patinoire leur voler leur équipe, décident de mettre en place une glace artificielle avant le début de la saison pour un coût de 40 000 dollars. Léo Dandurand, président des Canadiens, ayant peur que la glace ne soit pas prête pour le premier match de la saison, décide de jouer le match d'ouverture de la saison au Forum et non pas à l'aréna Mont-Royal. Les joueurs locaux sont une nouvelle fois opposés à Toronto et emportent alors le match 7 à 1 devant une assistance record pour un match de hockey dans l'Est canadien de 9 000 personnes.
Finalement, les Canadiens quittent la patinoire du Mont-Royal pour la saison 1926-1927. Après avoir été reconverti en commerces, l'édifice est détruit le 29 février 2000 par un incendie.